# Persicula calculus
Persicula calculus is een slakkensoort uit de familie van de Cystiscidae. De wetenschappelijke naam van de soort is voor het eerst geldig gepubliceerd in 1870 door Redfield.